# Jorge Calvo

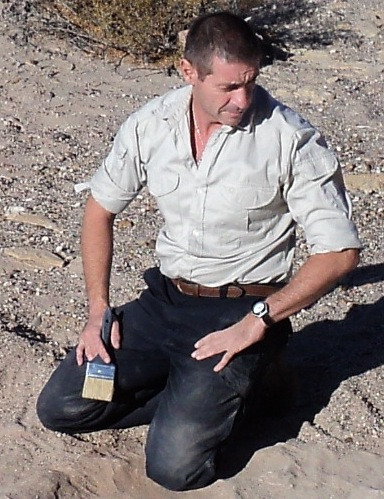
Jorge Calvo, 2011

Jorge Orlando Calvo (* 27. April 1961 in Cordoba; † 10. Januar 2023 in Neuquén) war ein argentinischer Wirbeltier-Paläontologe, der sich vor allem mit Dinosauriern befasste.
Calvo studierte Geologie an der Universidad Nacional de Córdoba mit dem Abschluss 1986, war danach Assistent von José Bonaparte in Buenos Aires und ging 1992 mit einem Fulbright-Stipendium an die University of Chicago, wo er 1994 seinen Master-Abschluss machte. 2006 wurde er an der Staatlichen Universität von Rio de Janeiro in Zoologie promoviert. Er war ab 1987 Dozent und 1991 Professor an der Universidad Nacional de Comahue (Fakultät für Ingenieurwissenschaften, Institut für Geologie und Erdöl) in Neuquén und wissenschaftlicher Mitarbeiter im dortigen Museum für Geologie und Paläontologie, das er 1994 bis 2000 leitete. Er gründete 2000 das paläontologische Museum von Rincón de los Sauces und 2002 das paläontologische Zentrum am Lago Barreales (Centro Paleontológico Lago Barreales), an dem er Direktor wurde.
Er grub vor allem in der Provinz Neuquén (in der er 1987 die systematische Suche nach Dinosauriern als Paläontologe anstieß) und in Río Negro aus und ist Erstbeschreiber der Dinosaurier Ekrixinatosaurus (mit David Rubilar-Rogers und Karen Moreno 2004), Rinconsaurus (mit Bernardo González Riga 2003), einer Art des Rebacchisaurus (mit Leonardo Salgado 1995, später in Limaysaurus umbenannt), Andesaurus (mit José Bonaparte 1991), Puertasaurus (mit Fernando Novas, Salgado, Federico Agnolin 2005), Futalognkosaurus (mit seinem Doktoranden Juan Porfiri, Bernardo Gonzalez Riga und Kellner 2007), Austroraptor (mit Novas u. a. 2008), Macrogryphosaurus (mit Novas, Porfiri 2007), Anabisetia (mit Rodolfo Coria 2002), Panamericanasaurus (mit Porfiri 2010), Muyelensaurus (mit Gonzalez Riga und Porfiri 2007) und Traukutitan (mit Rubén Darío Juárez Valieri 2011). Außerdem entdeckte und erstbeschrieb er den kreidezeitlichen Vogel Neuquenornis volans (mit Luis M. Chiappe 1994), verschiedene Fische und Krokodilartige. 2016 war er Mitautor der Erstbeschreibung von Notocolossus.
Calvo war verheiratet und hatte zwei Kinder. Er starb am 10. Januar 2023 im Alter von 61 Jahren.

## Schriften
- Herausgeber und Mitautor: Paleontología y dinosaurios desde América Latina. Mendoza: EDIUNC 2011.
- J. Bernardo Gonzalez Riga, Matthew C. Lamanna, Leonardo D. David Ortiz, Jorge Calvo und Juan P. Coria: A gigantic new dinosaur from Argentina and the evolution of the sauropod hind foot. In: Scientific Reports 6, 2016, doi:10.1038/srep19165. PDF (online)